# Тироло
Тироло (итал. Tirolo) — коммуна в Италии, располагается в регионе Трентино — Альто-Адидже, в провинции Больцано.
Население составляет 2380 человек (2008 г.), плотность населения составляет 93 чел./км². Занимает площадь 26 км². Почтовый индекс — 39019. Телефонный код — 0473.
Покровителем коммуны почитается святой Иоанн Предтеча, празднование 24 июня.

## Демография
Динамика населения:

## Администрация коммуны
- Официальный сайт: http://www.gemeinde.tirol.bz.it/

## Достопримечательности
- Замок Тироль